# Joeki Simak
Joeki Simák (geboren Simák Julianna Janka, Boedapest, Hongarije, 25 januari 1925 - Rotterdam, 8 januari 2015) was een Nederlandse beeldhouwer
Simák volgde de kunstacademie in Rotterdam, waar zij haar hele verdere leven woonde en werkte. Ze was actief als kunstenaar vanaf de jaren 1940. Tot haar overlijden op 8 januari 2015 woonde ze in een bejaardentehuis, waar ook haar atelier was gevestigd. Simak beschreef haar werk zelf als ‘figuurvoorstellingen’, waarin de menselijke figuur vaak centraal stond. Daarnaast werkte ze met schilderkunst, keramiek en grafiek, waarbij ze onder andere huiselijke taferelen en panorama’s verbeeldde. Ze was gehuwd met beeldhouwer Huib Noorlander. Vanaf de jaren '60 vormde ze een bekend kunstenaarsduo met hem. 

## Fikkie
In 1963, ter gelegenheid van het tiende lustrum, schonk het Rotterdamsch Studenten Corps (RSC) het beeldje Fikkie, gemaakt door Simak, aan de gemeente Rotterdam. Oorspronkelijk stond het hondje op het zogenaamde Hermesplantsoen aan de Westersingel. Toen daar later het oude tramhuis met terras en een historisch kanon werd geplaatst, verhuisde Fikkie in 1975 naar de Oude Binnenweg, naast café Timmer. Het beeldje is in de loop der jaren drie keer gestolen of ontvoerd, maar telkens weer teruggebracht naar het politiebureau. Als onderdeel van de 'Rotterdam Schoon' actie plaatste kunstenaar Hans Citroen een bronzen drol naast het hondje. In 1999, ter gelegenheid van het 17e lustrum, werd Fikkie geadopteerd door het RSC, met de belofte om het beeldje jaarlijks schoon te maken en te verzorgen. Het is sindsdien uitgegroeid tot een van de meest geliefde beelden van Rotterdam, met de hoogste aaibaarheidsfactor. In de zomer wordt er door buurtbewoners vaak een bakje water neergezet voor honden die langs komen. Fikkie vormt een mooi onderdeel van het beeldengallerij op en rond de Lijnbaan, waar ook andere bronzen beelden, zoals Lezend Meisje en De Trommelslager, te vinden zijn.

## Grafiek-Monotype
Joeki heeft in haar leven niet alleen gebeeldhouwd. Ze maakte ook, vaak grote, monotypes. Onderwerpen waren vaak uit haar directe omgeving, Rotterdam, haar woonkamer. 

## Straatnaam
Op 25 november 2021 is er besloten door het college van burgemeester en wethouders van de gemeente Rotterdam om een straatnaam te geven aan Joeki. De Joeki Simakkade ligt in de wijk Coolhaven en is vlakbij waar ze vele jaren gewoond heeft. Het s een nieuwe straat en zal liggen naast het Dora Dolzplein.

## Galerij

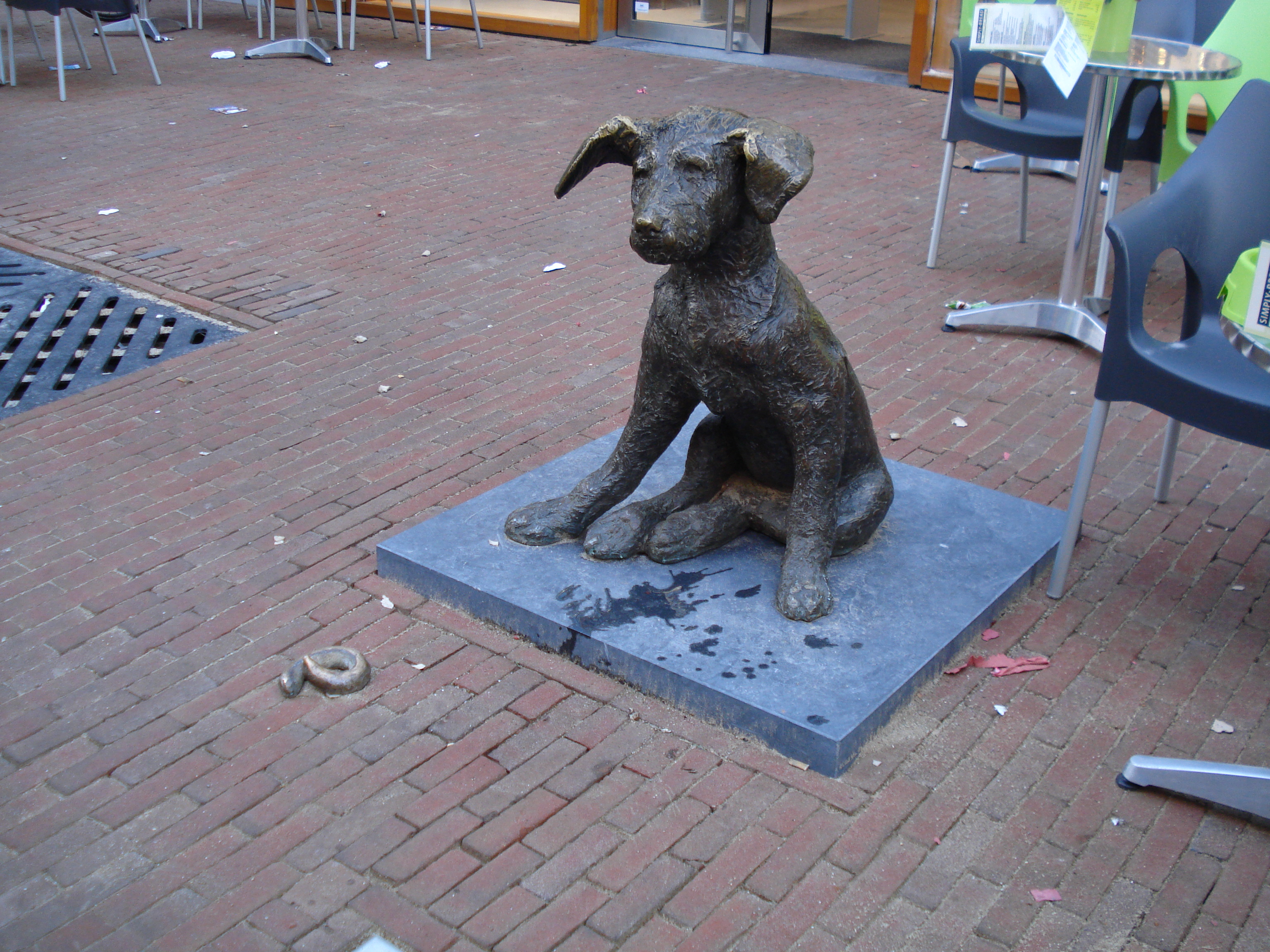
Fikkie, Rotterdam
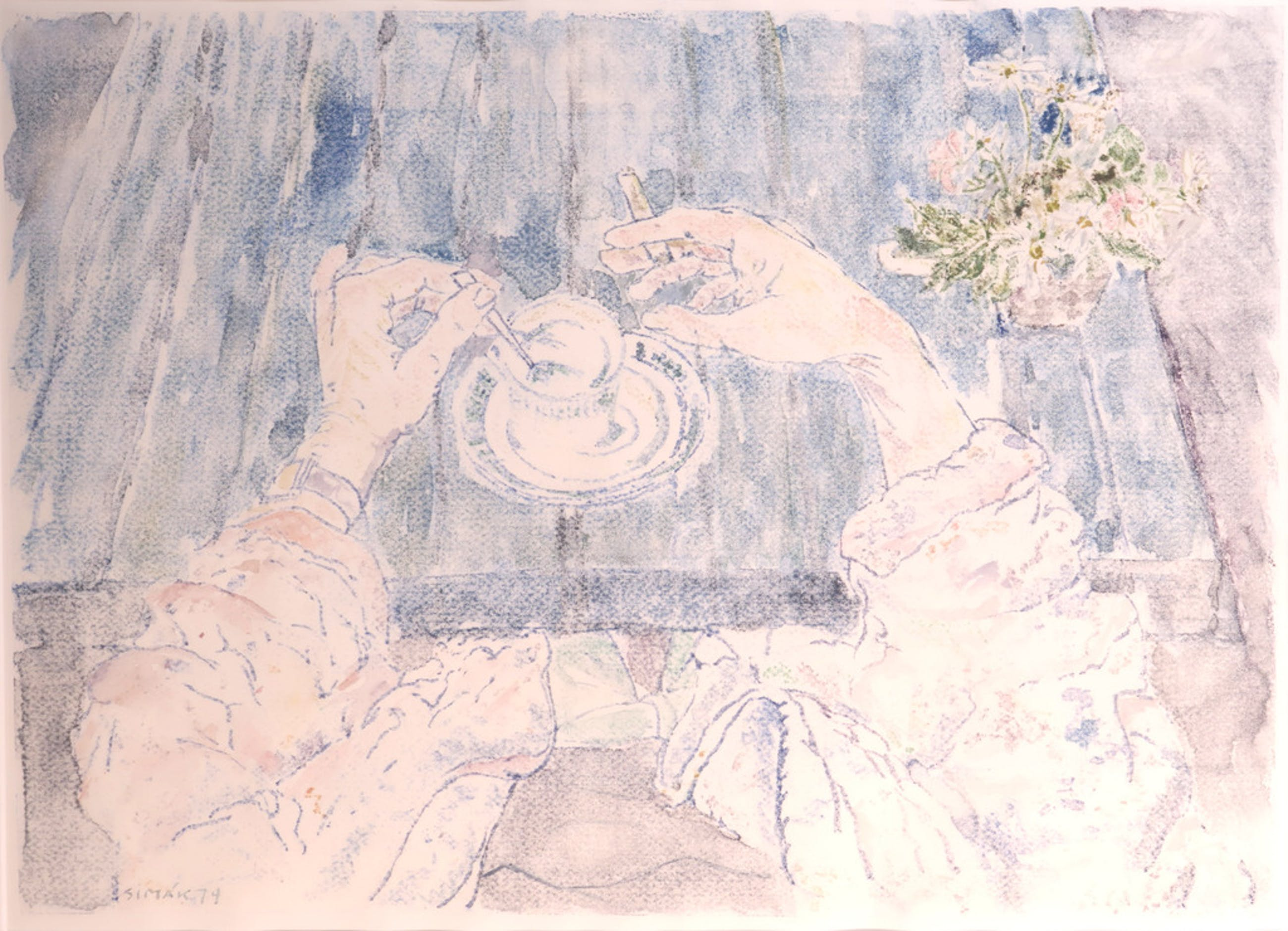

- RKD-Nederlands Instituut voor Kunstgeschiedenis: 72615